# André Frémiot
Pour les articles homonymes, voir Frémiot.
André Frémiot , (André Fremyot), né en 1573, mort le 13 mai 1641 à Paris, est un prélat français du XVIIe siècle, archevêque de Bourges.

## Biographie
Il est le fils de Bénigne Frémiot, président à mortier du parlement de Bourgogne, et de Marguerite de Berbisey, qui meurt lors de sa naissance. André Frémiot est le frère cadet de  Marguerite Frémyot, dame de Neufchaize et des Francs et de Jeanne Frémyot, baronne de Chantal, veuve en 1601 et fondatrice avec l'évêque de Genêve, François de Sales, de l'ordre de la Visitation.
Issu d'une famille de noblesse de robe fortunée, André Frémiot, dont les deux sœurs sont entrées par mariage dans la noblesse d'épée, est nommé très jeune abbé de Ferrières en Gâtinais et de Saint-Étienne de Dijon.
Henri IV le nomme à l'archevêché de Bourges en 1602. Âgé de 29 ans, il est l'archétype du prélat de l'âge baroque, observant les décrets du concile de Trente mais vivant somptueusement en grand seigneur. Il est ordonné prêtre en 1604. C'est lors d'un séjour à Dijon qu'il présente sa soeur, la baronne de Chantal, à l'évêque de Genève, François de Sales. En 1610,  Frémiot publie un ouvrage sur les notes de l'église et les statuts du diocèse. Il incite un grand nombre de religieux et de religieuses à s'implanter dans son diocèse, comme les Capucins, les ermites de l'ordre de saint Augustin, les Carmes, les religieuses dites de la Visitation, les Frères mineurs et les Ursulines. Il établit des conférences hebdomadaires le mercredi, réunissant les ecclésiastiques les plus savants. Il devient archevêque émérite en 1621, Roland Hébert lui succède. Vers 1624/1625, il tombe gravement malade. Proche de la tombe, il guérit et, attribuant aux prières de sa sœur sa guérison, se convertit sincèrement . 
En 1626, Claude Robert, un prêtre de Langres a publié avec l'approbation d'André Frémiot, archevêque de Bourges, la Gallia Christiana.
André Frémiot meurt à Paris le 13 mai 1641. Il est inhumé dans l'église du couvent de la Visitation Sainte-Marie de la rue Saint-Antoine. Son cœur est déposé dans l'abbaye de Saint-Étienne de Dijon. Il était, à sa mort, doyen des conseillers d'État.